# Безручко-Высоцкие
Безру́чко-Высо́цкие — шляхтинский и дворянский православный  род Великого княжества Литовского и Речи Посполитой, Царства Русского и Российской империи.

## Происхождение
Дворянский род ведёт своё происхождение от помещика «Cлобожанщины» (впоследующем Слободско-Украинская губерния), слободского казака старшинского сословия Ивана Ивановича Безрученко-Высоцкого, который был жалован поместьем по грамоте Царя Алексея Михаиловича Романова Тишайшего от 1672 года и являлся агентом влияния при Гетманщине, подчиняясь непосредственно Ромодановскому и его сотоварищу Петру Дмитриевичу Скуратову, отвечавшему за дипломатию и разведку на Южном направлении в те годы.

## Историческая справка
Иван Иванович, на  тот момент Безрученко(Высоцкий), был награждён земельным наделом и должностью сотника Слободского Сумского полка за лояльные действия в отношении Царства Русского и оповещение воеводы князя Григория Григорьевича Ромодановского о начале сепаратных действий и мятеже гетмана левобережной Украины Ивана Брюховецкого и далее уже за боевые заслуги во время усмирения этого бунта против Москвы.
Войдя в конфликт с гетманом Брюховецким, по причине нежелания продолжать участия в бунте против царской власти, через некоторое время после начала отложения Гетманщины от России, Иван Безрученко ушёл из Гадяча в расположение полков русской армии, предварительно спрятав жену и двух малолетних сыновей у соседей, которые в ту же ночь скрытно вывезли женщину и детей из города, спрятав  в телеге с навозом по предварительной просьбе первого.
В числе заслуг И. И. Безрученко-Высоцкого так же числится участие в походах против Крымского Ханства в составе Войска Запорожского и русской армии под общим командованием упомянутого воеводы князя Ромодановского. Отец упомянутого Ивана Безрученко-Высоцкого, так же Иван, «вышел из Польши», являлся «показаченным» православным шляхтичем и служил России в черкасских полках ещё в царствование Михаила Фёдоровича Романова.

### Родословная роспись
В родословной росписи дела о дворянстве Безручко-Высоцких от 21 ноября 1789 года по Слободско-Украинской губернии, указанный родоначальник Иван Иванович Безрученко именуется вотчинником. Уже в конце XVII века, начиная с сыновей Матвея и Ивана служивших (см. диаграмму росписи), а затем «по скорбям своим постриженных в попы», представители рода именуются не как Безрученко (прозвище в казачестве), а как «Безручко-Высоцкие» или чаще просто как «Высоцкие» без фамильной приставки прозвища «Безручко».

### Разделение родов
В середине XVIII века род условно разделяется, образую родовые фамилии:
- Константиновичей[4]
- Григорьевичей[5]

Григорьевичи, при этом, были причислены к потомственному дворянству на основании заслуг их предка Ивана Ивановича Безручко (Безрученко) и внесены в 6-ю часть родословной книги, в то время как Константиновичи — причислены к дворянству и внесены во 2-ю часть дворянской родословной книги на основании собственных заслуг на военной службе самого Константина Александровича Безручко-Высоцкого.
Таким образом, по линии Константиновичей благородство по воинским заслугам было подтверждено дважды и хотя представители её позже вносились во 2-ю часть родословной книги (военные дворянские роды), потомки Константина Александровича, на вполне законных основаниях, могли бы быть внесены и в 6-ю часть родословной книги (древнее или столбовое дворянство). Потомки Григория Безручко-Высоцкого братья Василий Васильевич и Тимофей Васильевич были участниками Бородинского сражения, являясь служащими гвардейских полков — Польского Уланского и Драгунского Курляндского соответственно; оба были ранены в Бородино.

## Описание гербов
Сведений о гербах рода Безручко-Высоцкого нет или не сохранились. Все протоколы, о возведении во дворянство или подтверждение дворянского достоинства и сословия, не содержат описаний и утверждений фамильных или родовых гербов.

## Известные представители
- И. К. Безручко-Высоцкий — инженер-конструктор; разработчик двух моделей пистолет-пулемётов, идеи которого впоследствии были заимствованы Судаевым при создании ППС-42 и ППС-43.